# Bullenhausen
Bullenhausen (plattdeutsch Bullenhuus) ist ein Ortsteil der Gemeinde Seevetal im Landkreis Harburg in Niedersachsen.
Bullenhausen hat 1207 Einwohner (Stand November 2022) und liegt an der Elbe südöstlich von Hamburg. Seit dem 1. Juli 1972 gehört die ehemals eigenständige Gemeinde Bullenhausen mit 18 weiteren Gemeinden zur Gemeinde Seevetal. Am 3. Oktober 1975 wurde die Städtepartnerschaft Seevetals zu Decatur (Illinois), USA, offiziell besiegelt. Bullenhausen verfügt über einen eigenen Yachtclub.

## Politik
Der Ortsrat, der die Seevetaler Ortsteile Bullenhausen, Over und Groß-Moor gemeinsam vertritt, setzt sich aus elf Mitgliedern zusammen. Die Ratsmitglieder werden durch eine Kommunalwahl für jeweils fünf Jahre gewählt.
Bei der Kommunalwahl 2021 ergab sich folgende Sitzverteilung:
| Ortsrat 2021Insgesamt 11 Sitze - Grüne: 3 - Unabh.: 1 - FWG: 1 - CDU: 5 - AfD: 1 | Ortsratswahl 2021Wahlbeteiligung: 59,59 % 50403020100 48,2 %31,4 %9,11 %6,3 %5,1 % CDUGrüneFWGcUnabh.dAfDAnmerkungen:c Freie-Wähler-Gemeinschaft Landkreis Harburg e. V.d Einzelbewerber Sebastian Nebauer |

## Persönlichkeiten
- Inge Meysel (1910–2004), Schauspielerin, die in Bullenhausen lebte und starb
- John Olden (1918–1965),  Fernsehregisseur, Filmproduzent und Drehbuchautor, der in Bullenhausen lebte und starb

## Sehenswertes
- Zwei etwa 250 Jahre alte Robinien befinden sich in Bullenhausen.